# Rondón (Paraná)
Rondón (en portugués: Rondon) es un municipio del Estado de Paraná, en Brasil. Su población estimada para 2010 era de aproximadamente 9005 personas. Rondón está a 530 metros sobre el nivel del mar, y el clima es cálido durante todo el año. Limita con los municipios de Cianorte, Paraíso do Norte, Cidade Gaúcha, Guaporena, Indianopolis y Tapejara.
Rondón fue fundado en 1945 por Leôncio de Oliveira Cunha y su denominación se dio en homenaje al mariscal Mariano da Silva Rondon, siendo sus primeros pobladores Flávio Wolf, Arthur Hartmann y Orlando Mertz.
Por la ley n.º 2534 del 26 de noviembre de 1954 fue elevado a la categoría de municipio, siendo desmembrado de Peabiru. La instalación del municipio se dio el 3 de diciembre de 1955, fecha en la cual se eligió como primer prefecto al señor Arthur Hartmann.